# Київ-Пасажирський (вагонне депо)
Ваго́нне депо́ «Київ-Пасажирський» (ВЧД-1) — одне з 2 пасажирських вагонних депо Південно-Західної залізниці. Розташоване західніше залізничного вокзалу Київ-Пасажирський, в улоговині між основними коліями та колією прибуття західного напрямку.

## Основний профіль депо
- Обслуговування та екіпірування пасажирських вагонів;
- Капітально-відновлювальний ремонт пасажирських вагонів.

На території депо працює сучасна мийка, здійснюється ремонт вагонів, вагони прибираються та екіпіруються (зокрема, готуються комплекти постільною білизни).